# جون هه وون
جون هه وون (کره‌ای: 전혜원؛ زادهٔ ۲ آوریل ۱۹۹۸) بازیگر اهل کره جنوبی است. او بیشتر به خاطر ایفای نقش در مجموعه تلویزیونی تابستان دوست‌داشتنی ما (۲۰۲۱–۲۰۲۲) شناخته می‌شود.

## فیلم‌شناسی

### فیلم
| سال  | عنوان      | نقش              | توضیحات    | منابع |
| ---- | ---------- | ---------------- | ---------- | ----- |
| ۲۰۱۵ | ۰۰۰۰       | یی جونگ          | فیلم کوتاه | [ ۳ ] |
| ۲۰۱۶ | فقط یک روز | جو یون           |            | [ ۴ ] |
| ۲۰۱۸ | قهرمان     | دختر دبیرستانی ۱ |            | [ ۵ ] |

### مجموعه تلویزیونی
| سال       | عنوان                    | نقش               | توضیحات                 | منابع  |
| --------- | ------------------------ | ----------------- | ----------------------- | ------ |
| ۲۰۱۷      | چون این اولین زندگیمه    | لی اون سول        |                         | [ ۶ ]  |
| ۲۰۱۸      | یک شعر یک روز            | چوی یون هی        |                         | [ ۷ ]  |
| ۲۰۱۸      | طرح                      | چوی سون یونگ      |                         | [ ۸ ]  |
| ۲۰۲۰–۲۰۲۱ | زیبایی حقیقی             | پارک سه می        |                         | [ ۹ ]  |
| ۲۰۲۱      | مخفی                     | دختر کیم میونگ جه |                         | [ ۱۰ ] |
| ۲۰۲۱–۲۰۲۲ | متن ازدواج و موسیقی طلاق | پارک هیانگ کی     | فصل ۱–۳                 | [ ۱۱ ] |
| ۲۰۲۱–۲۰۲۲ | تابستان دوست‌داشتنی ما    | جونگ چه ران       |                         | [ ۱۲ ] |
| ۲۰۲۲      | لاو آل پلی               | یونگ سون شیل      |                         | [ ۱۳ ] |
| ۲۰۲۲      | کیمیای روح               | ئه هیانگ          | حضور افتخاری (قسمت ۱–۳) | [ ۱۴ ] |
| ۲۰۲۲      | زیر چتر ملکه             | چو وول            |                         | [ ۱۵ ] |
| ۲۰۲۲      | درام ویژه – سکوت بره‌ها   | لیم دا این        | درام تک قسمتی           | [ ۱۶ ] |

### مجموعه اینترنتی
| سال  | عنوان       | نقش        | منابع  |
| ---- | ----------- | ---------- | ------ |
| ۲۰۱۸ | Mode Vol.1  | شین سه هی  | [ ۱۷ ] |
| ۲۰۲۰ | بوسه گابلین | اوه یون آه | [ ۱۸ ] |